# Import Tuner Challenge
Import Tuner Challenge también conocido como Shutokō Battle X (o Shutokou Battle X) (首都高バトル X), es un videojuego de carreras publicado por Ubisoft y desarrollado por Genki para Xbox 360. Es la última entrega principal de la década que ejecuta la serie Shutokō Battle de juegos conocidos como Tokyo Xtreme Racer en Norteamérica y Tokyo Highway Challenge en Europa, y fue el último videojuego desarrollado por Genki. A pesar de ser el último juego de Shutokou Battle, este es el único juego de Shutokou Battle que está en la consola de Microsoft.

## Trama
Después de que los 13 demonios fueran derrotados una vez más en el circuito de Kaido, Motoya Iwasaki, también conocido como Speed King, desapareció repentinamente, sin dejar rastro. Desde entonces, muchos pilotos de todo Japón vienen a Tokio para obtener su título de "Rey de la velocidad". El héroe aquí es el mejor amigo de Iwasaki y vence a Bloodhound, Midnight Cinderella, Platinium Prince, la pandilla de Skull Bullet y, finalmente, Phantom 9. Mientras tanto, Bloodhound le revela al corredor por qué Iwasaki ha estado deprimido durante tanto tiempo: su novia murió porque estaba enferma y Iwasaki no estaba allí para apoyarla.

## Jugabilidad
El objetivo del jugador en el juego es hacer un nombre del jugador en las carreteras de Tokio. El jugador comienza como un conductor desconocido y, a medida que avanza en el juego, gana apodos cada vez más impresionantes o "Manijas", como se les llama en el juego.
El jugador comienza el juego con una pequeña cantidad de dinero antes de elegir el primer automóvil. Cuando el jugador elija el primer auto, comenzará una carrera contra Iwasaki. El juego presenta jugador contra jugador y un medidor de puntaje llamado barra de puntos de espíritu.

## Recepción
Si bien Famitsu recibió muy bien la versión japonesa, no tuvo una buena recepción en el extranjero. GameRankings le dio una puntuación de 52.77%, mientras que Metacritic le dio 54 de 100.
Nate Ahearn de TeamXbox calificó el juego con 4.9 de 10 y dijo: "Afinar las numerosas partes de tu auto proporciona una variación decente, pero pronto te darás cuenta de que la jugabilidad real no es muy buena". Erik Brudvig de IGN criticó a la IA por ser demasiado fácil y dijo: "Pueden volar en cada giro con solo habilidades mínimas de derrape y giro".